# Bastuträsk
Bastuträsk è un'area urbana della Svezia situata nel comune di Norsjö, contea di Västerbotten.
La popolazione rilevata nel censimento 2010 era di 392 abitanti.